# Larry Cols
Larry Cols (ur. 5 kwietnia 1975) – belgijski kierowca rajdowy. Ma za sobą starty w Mistrzostwach Świata w seriach S1600 i Junior WRC.

## Życiorys
W 1998 roku Cols zadebiutował w Rajdowych Mistrzostwach Świata. Pilotowany przez Philippe'a Droevena i jadący Fiatem Cinquecento Sporting nie ukończył wówczas Rajdu Monte Carlo. W 1999 roku wystąpił po raz drugi w mistrzostwach świata. Jadąc Mitsubishi Carismą GT Evo IV zajął wówczas 27. miejsce w Rajdzie Portugalii. W 2001 roku Cols wziął udział w cyklu Junior WRC (wtedy zwanym Super 1600). Startował samochodem Peugeot 206 XS 1600. Łącznie zdobył 11 punktów i zajął 4. miejsce w tym cyklu. W 2004 roku jadąc Renault Clio S1600 ponownie wystartował w Junior WRC. Zajął w nim 6. pozycję.
W swojej karierze rajdowej Cols jeździł też w mistrzostwach Belgii i mistrzostwach Europy. W 2000 roku jadąc Mitsubishi Lancerem Evo V został rajdowym wicemistrzem Belgii. W 2002 roku wywalczył wicemistrzostwo Belgii w klasie S1600, a w 2003 - mistrzostwo tejże klasy. W 2007 roku został z kolei mistrzem Belgii.

## Występy w rajdach WRC
| Sezon | Zespół     | Samochód                     | 1      | 2       | 3          | 4             | 5         | 6       | 7         | 8         | 9             | 10            | 11      | 12        | 13              | 14              | 15 | 16        | Punkty | Miejsce |
| ----- | ---------- | ---------------------------- | ------ | ------- | ---------- | ------------- | --------- | ------- | --------- | --------- | ------------- | ------------- | ------- | --------- | --------------- | --------------- | -- | --------- | ------ | ------- |
| 1998  | Larry Cols | Fiat Cinquecento Sporting    | NU     | Szwecja | Kenia      | Portugalia    | Hiszpania | Francja | Argentyna | Grecja    | Nowa Zelandia | Finlandia     | Włochy  | Australia | Wielka Brytania |                 |    |           | 0      | -       |
| 1999  | Larry Cols | Mitsubishi Carisma GT Evo IV | Monako | Szwecja | Kenia      | 27            | Hiszpania | Francja | Argentyna | Grecja    | Nowa Zelandia | Finlandia     |         | Włochy    | Australia       | Wielka Brytania |    |           | 0      | -       |
| 2001  | Larry Cols | Peugeot 206 XS S1600         | Monako | Szwecja | Portugalia | NU            | Argentyna | Cypr    | NU        | Kenia     | 39            | Nowa Zelandia | 19      | 27        | Australia       | 22              |    |           | 0      | -       |
| 2004  | Larry Cols | Renault Clio S1600           | 16     | Szwecja | Meksyk     | Nowa Zelandia | Cypr      | 21      | NU        | Argentyna | 24            | Niemcy        | Japonia | NU        | 14              | Francja         | 19 | Australia | 0      | -       |

## Występy w JWRC
| Sezon | Zespół     | Samochód             | 1      | 2      | 3      | 4     | 5      | 6     | 7     | 8 | 9 | Punkty | Miejsce |
| ----- | ---------- | -------------------- | ------ | ------ | ------ | ----- | ------ | ----- | ----- | - | - | ------ | ------- |
| 2001  | Larry Cols | Peugeot 206 XS S1600 | ESP NU | GRE NU | FIN 4  | ITA 3 | FRA 11 | GBR 3 |       |   |   | 11     | 4.      |
| 2004  | Larry Cols | Renault Clio S1600   | MCO 5  | GRE 4  | TUR NU | FIN 6 | GBR DK | ITA 5 | ESP 4 |   |   | 21     | 6.      |

## Występy w rajdach IRC
| Sezon | Zespół            | Samochód                 | 1   | 2     | 3      | 4   | 5   | 6   | 7   | 8   | 9   | 10 | 11 | 12 | 13 | Punkty | Miejsce |
| ----- | ----------------- | ------------------------ | --- | ----- | ------ | --- | --- | --- | --- | --- | --- | -- | -- | -- | -- | ------ | ------- |
| 2006  | Ecurie Duindistel | Mitsubishi Lancer Evo IX | RPA | YPR 3 | MAD    | SAN |     |     |     |     |     |    |    |    |    | 6      | 10.     |
| 2007  | Ecurie Duindistel | Mitsubishi Lancer Evo IX | SAF | TUR   | YPR DK | ROS | MAD | BAR | SAN | VAL | CHI |    |    |    |    | 0      | -       |